# Asimina pygmaea
Asimina pygmaea là loài thực vật có hoa thuộc họ Na. Loài này được William Bartram mô tả khoa học đầu tiên năm 1791 dưới danh pháp Annona pygmaea. Năm 1817 Michel Felix Dunal chuyển nó sang chi Asimina.